# Căn cứ Ninh Hòa
Căn cứ Ninh Hòa là căn cứ cũ của Lục quân Hàn Quốc tọa lạc ở phía bắc Nha Trang, tỉnh Khánh Hòa, Việt Nam Cộng hòa.

## Lịch sử
Căn cứ ban đầu được Sư đoàn 9 Bộ binh thành lập vào tháng 9 năm 1966 dọc theo Quốc lộ 1, cách Nha Trang khoảng 32 km (20 dặm) về phía bắc. Căn cứ này vẫn được Sư đoàn 9 sử dụng cho đến khi họ rời khỏi Việt Nam vào tháng 3 năm 1973.
Các đơn vị khác đóng quân tại Ninh Hòa vào những thời điểm khác nhau bao gồm:
- Đại đội Trực thăng Tấn công 48, Blue Star

Đại đội C, Tiểu đoàn Trực thăng Tấn công 227, Lữ đoàn Không quân 1 cũng đóng quân tại đây.

## Hiện tại
Căn cứ này hiện giờ đã bị bỏ hoang và được cải tạo thành nhà ở và đất nông nghiệp.